# Utrechtse Bijbel
De Utrechtse Bijbel (eigenlijk: De Bijbel. Opnieuw uit den grondtekst vertaald) is een Nederlandse Bijbelvertaling uit het begin van de twintigste eeuw die tot stand kwam door de samenwerking van de Utrechtse hoogleraren dr. Herman Theodorus Obbink (Oudtestamenticus) en Annéus Marinus Brouwer (Nieuwtestamenticus). Omdat beide hoogleraren werkzaam waren aan de Universiteit van Utrecht werd de vertaling in de volksmond de Utrechtse Bijbel, Utrechtse Vertaling of Obbink-Brouwer Vertaling genoemd.

## Geschiedenis
Aan het begin van de jaren 20 vatte prof. dr. H.Th. Obbink het idee op om een nieuwe, verstaanbare vertaling te maken van het Oude Testament. Deze vertaling moest de Statenvertaling, die al sinds de zeventiende eeuw in gebruik was bij het gereformeerde volksdeel vervangen. De vertaling moest zich ook onderscheiden van de vrijzinnige Leidsche Vertaling (1897-1912). Obbink benaderde zijn collega, A.M. Brouwer, om een vertaling van het Nieuwe Testament te vervaardigen. Beide heren lieten elkaar volledig vrij in hun vertaalarbeid. In 1924 verscheen de vertaling van het Oude Testament en in 1927 de vertaling van het Nieuwe Testament. In datzelfde jaar werden de beide delen gebundeld en verscheen De Bijbel. Opnieuw uit den grondtekst vertaald. Dat Obbink en Brouwer elkaar volledig vrij lieten in hun vertaalarbeid bleek uit het resultaat: Obbink liet een aantal passages uit zijn vertaling weg, zoals geslachtslijsten, doublures, wettenverzamelingen en bepaalde opsommingen evenals teksten die duiden op geslachtsgemeenschap. Volgens Obbink waren dit soort teksten niet van belang voor de moderne Bijbellezer. Hierdoor kreeg zijn vertaling een wat burgerlijk en kuis karakter. Brouwer voelde de behoefte niet om de tekst te bekorten (behalve in 1 Kor. 7:36-38). Voorafgaand aan de publicatie verscheen het boek Inleiding tot den Bijbel. Dit boek was eigenlijk bedoeld als een inleiding op hun vertaling (een soort "verantwoording"), maar het boek bood de lezer veel meer. Op toegankelijke wijze werd de Bijbellezer vertrouwd gemaakt met de inhoud van de Bijbelboeken, hun auteurs, het dagelijks leven in Israël en het Midden-Oosten alsook van de verschillende godsdiensten uit het nabije oosten. Beide hoogleraren laten zich hierbij leiden door de bevindingen van het moderne wetenschappelijke onderzoek.
De vertaling van Obbink en Brouwer was een groot succes en verwierf vooral gezag binnen de ethische richting binnen de Nederlands Hervormde Kerk, de richting waartoe de beide hoogleraren overigens ook zelf toe behoorden. In 1937 gaf Brouwer een geannoteerde versie van zijn vertaling van het Nieuwe Testament uit. Orthodoxe protestanten verwierpen de vertaling en hielden het liever bij de aloude Statenvertaling. De Nieuwe Vertaling van het Nederlands Bijbelgenootschap van 1951 kan worden gezien als een opvolger van de Utrechtse Bijbel.

## Stijl
De stijl doet wat verheven aan, maar leest desalniettemin gemakkelijk. Het was Obbink en Brouwer gelukt een vertaling te maken die qua stijl aansloot bij de Statenvertaling. De vertaling was overigens minder letterlijk dan de Statenvertaling. De Statenvertalers maakten gebruik van de - wat later werd aangeduid als de - idiolecte vertaalmethode, een zo letterlijk mogelijke overzetting van de Hebreeuwse en Griekse grondtekst naar het Nederlands (met het behoud van Hebraïsmen). De vertaalmethode van Obbink en Brouwer zou men kunnen aanduiden als "dynamisch", aansluitend bij het moderne lezerspubliek. Een voorbeeld van deze dynamische vertaling is vers 18 van het eerste hoofdstuk van het Evangelie volgens Johannes: "Niemand heeft ooit God gezien; de eenig geborene, God in wezen, die heeft hem ons doen verstaan". Een letterlijke vertaling zou weergeven: "Niemand heeft ooit God gezien; de enige God, die aan de boezem van de Vader aanligt, die heeft hem ons verklaard". Het nadeel van de dynamische vertaling is dat men soms een zinsdeel weglaat ("die aan de boezem van de Vader aanligt") en vervangt door een "eigentijdse" en "verstaanbare" tekst ("de eenig geborene, God in wezen") terwijl men dan woorden in de mond van de evangelist legt die meer de interpretatie van de vertaler weergeeft dan wat er letterlijk staat.

## Grondtekst
Obbink maakte voor zijn vertaling gebruik van de Masoretische tekst (dezelfde tekst die door vertalers nog steeds wordt gebruikt).
Brouwer maakte gebruik van de grondtekst die in die tijd het meest wetenschappelijk verantwoord was: de door de Britse theologen Brooke Foss Westcott en Fenton John Anthony Hort samengestelde Griekse tekst van het Nieuwe Testament (1881). Ook de vertalers van de NBG 51 en de Nieuwewereldvertaling maakten gebruik van deze grondtekst. Zij wordt tegenwoordig niet meer gebruikt, omdat de methode die Westcott en Hort gebruikten inmiddels achterhaald is.

## Verwijzingen
1. 1 2  Gearchiveerde kopie. Gearchiveerd op 16 oktober 2014. Geraadpleegd op 9 oktober 2014.
2. ↑  Het boek gaat er duidelijk wel van uit dat men een gedegen kennis van de inhoud van de Bijbel bezit.